# Jürgen Drews

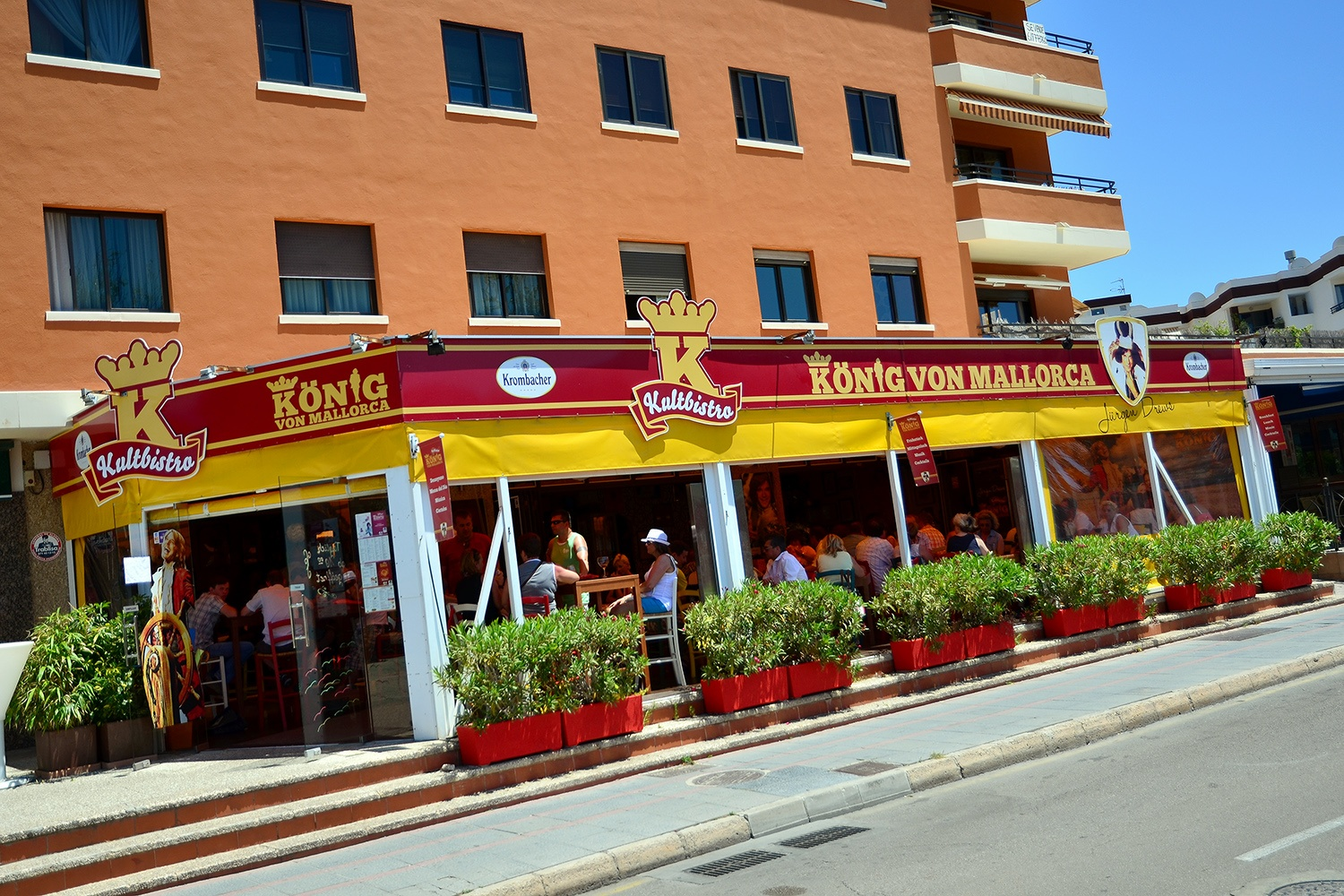
Bistroul din Mallorca

Jürgen Drews, având numele la naștere Jürgen Ludwig Buttlar (n. 2 aprilie 1945, Nauen, Brandenburg, Germania), este un cântăreț și actor german, dedicat în principal genurilor pop-șlagăr. Și-a început cariera muzicală cu Les Humphries Singers. În 1976 a devenit cântăreț pop recunoscut cu piesa Ein Bett im Kornfeld. În 1999 i s-a dat porecla „Regele Mallorcăi” după titlul șlagărului lansat de el. Din motive de sănătate și-a încheiat cariera în 2022.

## Biografie
Drews s-a născut în 1945 în Nauen, lângă Berlin, ca singurul copil al doctorului Wehrmacht Werner Drews și al soției sale Lieselotte Buttlar. Familia tatălui provine din hughenoți și locuiește în Mark Brandenburg de două generații. Mama, fiica regizorului senior și cântărețului de operă Georg Buttlar, provine din familia nobiliară franconia-hessiană Buttlar, deși tatăl ei renunțase la folosirea titlului nobiliar. După ce părinții săi s-au căsătorit, Drews a luat numele tatălui său.
Tinerețea și-a petrecut-o în Schleswig. Aici a avut primele apariții ca muzician pe scena Hotelului Hohenzollern. După ce a absolvit Școala Catedralei din Schleswig (Domschule Schleswig), a fost înscris ca student la medicină la Universitatea Christian-Albrecht din Kiel timp de patru semestre din toamna anului 1967, dar a abandonat studiile în favoarea muzicii.
La Berlin, Jürgen Drews a cunoscut modelul Dagmar Hädrich, cu care a conviețuit timp de nouă ani. Din 1981 până în 1985, a fost căsătorit cu Corinna Drews. Din această unire s-a născut un băiat în 1981. Căsnicia s-a încheiat în 1985.
În 1991, Drews a cunoscut-o pe Ramona Middendorf, o germană din Renania de Nord-Westfalia, cu 28 de ani mai tânără decât el. Cuplul s-a căsătorit în 1994 și un an mai târziu s-a născut o fiică pe nume Joelina Drews. Familia locuiește în regiunea Munster, în Dülmen-Rorup.
Atât din punct de vedere profesional, cât și personal, Drews a petrecut o perioadă semnificativă de timp pe insula Mallorca. În 1999 a fost supranumit König von Mallorca (Regele Mallorcăi) de Thomas Gottschalk în timpul emisiunii „Wetten, dass ..?” special organizat în Mallorca. În 2011, Jürgen Drews a deschis un bistro pe nume König von Mallorca în Santa Ponça, în sud-vestul insulei Mallorca.

## Cariera artistică
Jürgen Drews s-a orientat spre muzică la o vârstă fragedă și, la vârsta de 15 ani, a primit un premiu ca cel mai bun interpret de banjo din Schleswig-Holstein ca membru al trupei de jazz Schnirpels. Apoi a cântat în trupa școlii Monkeys. Mai târziu s-a alăturat trupei din Kiel Chimes of Freedom ca chitarist solo în 1967. La cererea managerului lor, trupa și-a schimbat numele în Die Anderen. În același an, Drews a apărut ca student în primul film din seria Die Lümmel von der Erste Bank. Cu producătorul Giorgio Moroder, care era atunci angajat la casa de discuri Ariola, au fost realizate două discuri de lungă durată - primul sub titlul Kannibal Komix - și mai multe single-uri. Pentru lansări în SUA, trupa s-a numit Apocalypse, dar când casa de discuri americană a dat faliment s-a desființat la sfârșitul anului 1969.
După o scurtă perioadă ca actor în filme italiene, alături de Enrico Maria Salerno, Edwige Fenech, Vittorio Caprioli și Mariangela Melato, Drews s-a alăturat grupului Les Humphries Singers ca și cântăreț la începutul anilor 1970. În 1973 a început o carieră paralelă solo și a avut un progres în 1976 cu hitul Ein Bett im Kornfeld (o versiune cover a piesei country Let Your Love Flow a lui Bellamy Brothers). La scurt timp mai târziu, Drews a apărut cu piesa și în emisiunea ZDF-Hitparade, care era importantă pentru interpreții hiturilor germane de la acea vreme și în care s-a putut plasa cu patru titluri diferite în următorii trei ani. În 1976 a apărut pentru prima dată în Mallorca și mai târziu tot acolo în discoteca „Oberbayern”.
În 1980 a încercat să înceapă o carieră în SUA. A lansat un LP sub pseudonimul „J. D. Drews”. Primul single de pe album, Don't Want Nobody, a ajuns pe locul 79 în Billboard Hot 100 în 1981. Albumul nu a reușit să obțină succesul comercial scontat, deși a fost lăudat de revista americană de muzică Billboard. La sfârșitul anilor 1980 a devenit prezentatorul „Schlagerparade” la programul trei de televiziune.
La începutul anilor 1990 a revenit pe piața muzicală din Germania. Acum a lucrat și ca producător muzical. În 1995, a înregistrat un hit în colaborare cu Stefan Raab și Bürger Lars Dietrich, când au lansat o nouă înregistrare a clasicului lui Drews Ein Bett im Kornfeld sub numele de Stefan Raab und die Bekloppten. Hitul König von Mallorca, în care cântă despre S'Arenal și Ballermann și a fost declarat „Regele Mallorcăi”, a atras din nou o atenție considerabilă în 2000.

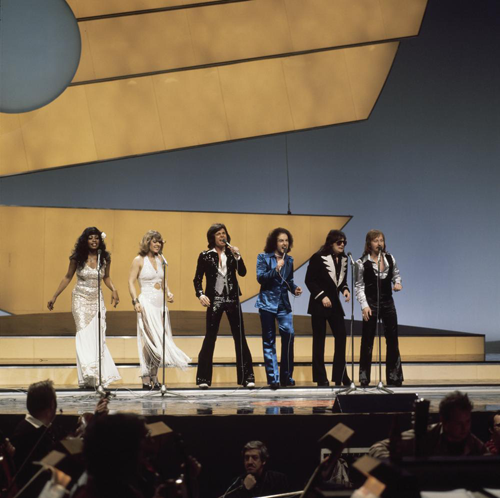
Les Humphries Singers la concursul Eurovision, 1976

În 2007, Drews și-a unit forțele cu foștii colegi de la Les Humphries Singers, Peggy Evers-Hartig, Tina Kemp (fostul Werner) și Judy Archer, precum și cu noi colegi pentru a forma Les Humphries Singers Reunion. Revenirea grupului a avut loc cu titluri vechi proaspăt înregistrate, precum și cântece gospel și piese noi proprii ale producătorului și membrului corului Willi Meyer. În 2011 a înregistrat titlul Hey, wir woll’n die Eisbärn sehn (în română Hei, vrem să vedem urșii polari) alături de trupa rock Puhdys.
După ce Drews, care suferă de polineuropatie a declarat în mai 2022 că vrea să reducă aparițiile sale pe scenă, și-a anunțat sfârșitul carierei într-o emisiune de șlagăre pe postul principal TV Das Erste în iulie 2022. Ultimul său concert l-a susținut pe 6 octombrie 2022 în Tirol, la Musikherbst am Wilden Kaiser. Pe 22 octombrie 2022, și-a încheiat cariera de 60 de ani pe scenă în spectacolul Der grosse Schlagerabschied înregistrat pentru Das Erste și ORF. Spre sfârșitul spectacolului, Jürgen Drews a cântat We've Got Tonight (de Bob Seger și The Silver Bullet Band) într-un duet cu fiica sa Joelina. Apoi și-a luat ultimul rămas bun cu cel mai mare hit al său, Ein Bett im Kornfeld.

## Discografie

### Albume
- 1974 Zeit für meine Songs
- 1976 Ein neuer Anfang
- 1977 Barfuß durch den Sommer
- 1978 Heute
- 1978 Feuer + Wasser
- 1979 Rockig
- 1980 J. D. Drews
- 1980 Bloß nichts versäumen
- 1981 Morgens auf dem Weg nach Hause
- 1989 Irgendwann…mit dir sofort
- 1992 J.D.
- 1994 Liebe muss ein bisschen Sünde sein
- 1996 Jürgen Drews feat. Onkel Jürgen
- 1999 Wieder alles im Griff
- 2007 Glanz & Gloria
- 2010 Schlossallee
- 2011 Schlagerpirat
- 2013 Kornblumen
- 2015 Es war alles am besten
- 2020 Das Ultimative Jubiläums-Best-Of (con altri artisti)

### Singles
- Ein Bett im Kornfeld (1976)
- Wir zieh'n heut' Abend aufs Dach (1978)
- Don't Want Everyone (1980)
- Ein Bett im Kornfeld (remaster) (1995)
- König von Mallorca (1999)
- Hey! Amigo Charlie Brown (2002)
- Darwing Duck (2002)
- Hey, wir woll’n die Eisbärn sehn auf (2011) ( împreună cu Pudhys)
- Ich hab den Jürgen Drews gesehn (2016) (cu Mickie Krause)
- Mexico (2020) (cu Otto Waalkes)

## Cu Formații

### Die Anderen
- 1968 Kannibal Komix
- 1969 Apocalypse

### Les Humphries Singers
- 1970 I Believe
- 1972 Mexico
- 1976 Sing Sang Song
- 2012 Forever Young

## Filmografie selectivă
- 1967 Die Lümmel von der Erste Bank, regia Franz Seitz Jr. și Herbert Rösler
- 1968 Zur Hölle mit den Paukern regia Werner Jacobs
- 1970 Wunderland der Liebe – der große deutsche Sexreport
- 1970 Vollendung der Liebestechnik (muzical)
- 1971 Das nackte Gesicht der Pornographie (Blue Movie) (muzical)
- 1971 Malastrana (La corta notte delle bambole di vetro)
- 1971 Siamo tutti in libertà provvisoria, regia Manlio Scarpelli
- 1972 Poliția mulțumește (La polizia ringrazia), regia Stefano Vanzina
- 1972 Wilder Sex frühreifer Mädchen/Aus dem Tagebuch einer Frühreifen, regia Antonio Casale și Jürgen Schindler
- 1972 Dany – autostopista (Dany la ravageuse), regia Willy Rozier
- 1972 Der Pfaffenspiegel (Quando le donne si chiamavano Madonne), regia Aldo Grimaldi
- 1972 Die Nacht der Blumen (La notte dei fiori), regia Gian Vittorio Baldi
- 1974 Les Humphries: Es knallt – und die Engel singen, regia Dieter Geissler și Roberto Leoni
- 1974 L’appel, regia Tilda Thamar
- 1977 Spielen wir Liebe, regia Pier Giuseppe Murgia
- 1981 Ein Kaktus ist kein Lutschbonbon, regia Rolf Olsen
- 1997 Ballermann 6, regia Gernot Roll și Tom Gerhardt
- 1999 Stuhlberg – Der jüngste Manager Europas (scurtmetraj)
- 2004 Dornröschen/Ferdinand der Vampir (film video)
- 2004 Pudelmützen Rambos (film video)
- 2005 Ferdinand fährt Ferrari (film video)
- 2005 Sheeba – Die dunkelste Seite der Macht (film video)
- 2006 Der Prinz von Wanne-Eickel
- 2006 Der Generalmanager oder How to Sell a Tit Wonder (film documentar)
- 2007 Fitness Workout cu Jürgen Drews –  prima parte (film video)
- 2009 Horst Schlämmer – Isch kandidiere!, regia Angelo Colagrossi
- 2011 Agenten in Gummistiefeln – Jagd auf den Killerhasen (scurtmetraj)
- 2011 Blauer sucht Frau (scurtmetraj)
- 2023 ECHT – Unsere Jugend